# Huawei Nova
Huawei Nova và Huawei Nova Plus là Điện thoại thông minh tầm trung được sản xuất bởi Huawei. Chúng được công bố và phát hành tại Triển lãm điện tử tiêu dùng Berlin vào ngày 1 tháng 9 năm 2016 .

## Thông số kỹ thuật

### Phần cứng
Nova và Nova Plus có mặt sau bằng nhôm phun cát và hơi bo tròn, cho phép chúng nằm gọn trong lòng bàn tay người dùng . Cả hai mẫu đều sử dụng kính cường lực 2.5D "thế hệ mới" và màn hình IPS 1080p. Nova có màn hình 5 inch, trong khi màn hình Nova Plus là 5,5 inch . Cả hai điện thoại đều hỗ trợ cảm biến vân tay gốc mà Huawei ca ngợi là nhanh nhất trên thế giới , chỉ cần 0,3 giây để nhận dạng dấu vân tay của người dùng .
Cả hai mẫu đều có pin dung lượng cao, với thông số kỹ thuật cuối cùng là 3.020 mAh cho Nova và 3.340 mAh cho Nova Plus. Phần mềm Smart Power 4.0 được cài đặt sẵn trên cả điện thoại và điều khiển cũng như tối ưu hóa hiệu suất pin cũng như mức tiêu thụ năng lượng của ứng dụng.
Cả hai mẫu đều được trang bị bộ vi xử lý Snapdragon 625 tám nhân 14 nm , tốc độ 2 GHz. Chipset này chuyên về việc tăng hiệu suất của điện thoại và giảm tiêu thụ điện năng.
Nova và Nova Plus hỗ trợ mạng GSM , UMTS , LTE-TDD và LTE-FDD (các băng tần được hỗ trợ khác nhau tùy theo kiểu máy). Phiên bản Nova của Trung Quốc cũng hỗ trợ mạng TD-SCDMA và CDMA2000 1xEV-DO. Ở một số quốc gia, có sẵn phiên bản Hai SIM. Cả hai điện thoại thông minh cũng hỗ trợ giao tiếp trường gần (NFC) và Android Pay.
Camera sau của Nova là 12 megapixel với cảm biến 1,25 micromet. Nó hoạt động trong nhà, hiển thị màu sắc và bóng tối trung thực. Nova cũng hỗ trợ tự động lấy nét nhanh. Máy ảnh phía sau của Nova Plus lớn hơn, đạt 16 megapixel. Cả hai điện thoại đều được trang bị camera trước 8 megapixel và hỗ trợ quay video 4K. Chúng cũng có công nghệ DTS Headphone: X.
Cả hai mẫu đều có màu bạc, xám và vàng. Chúng được trang bị RAM 3GB, ROM 32GB và hỗ trợ thẻ nhớ microSD lên đến 128GB. Tại Trung Quốc, Nova có các màu trắng, đen, vàng hồng và bạc. Cấu hình phần cứng cao hơn so với phiên bản toàn cầu, máy được trang bị RAM 4GB và ROM 64GB.

### Phần mềm
Nova và Nova Plus được cài sẵn Android 6.0 "Marshmallow" và giao diện người dùng cảm xúc (EMUI) 4.1 của Huawei, nhưng người dùng cũng có thể chuyển sang Trình khởi chạy Google Hiện hành. Điện thoại cũng bao gồm một trình quản lý pin, cho phép người dùng kiểm soát mức độ cao đối với các tính năng liên quan đến pin. Chúng cũng cung cấp một chế độ siêu tiết kiệm pin, sẽ vô hiệu hóa mọi thứ ngoại trừ cuộc gọi và tin nhắn, đồng thời kích hoạt một giao diện đơn sắc, đơn giản.
Máy ảnh của cả hai điện thoại đều cung cấp các bộ lọc tích hợp, bao gồm các tùy chọn cho vệt sáng ô tô, hình vẽ graffiti ánh sáng, nước lặng và vệt sao. Chúng cũng cung cấp một số chế độ, bao gồm chế độ siêu ban đêm, chế độ chuyển động chậm, chế độ lấy nét toàn bộ và chế độ thủ công hoàn toàn (chế độ chuyên nghiệp). Nova và Nova Plus cũng bao gồm Beauty Makeup 2.0 và Beautiful Skin 3.0, áp dụng các hiệu ứng thẩm mỹ và bộ lọc làm mịn da để tạo ra hình ảnh đẹp hơn.

## Phát hành
Nova và Nova Plus đã được bán vào tháng 10 năm 2016 tại hơn 50 quốc gia, với Nova bắt đầu từ 399 Euro và Nova Plus bắt đầu từ 429 Euro.
Tại Trung Quốc, Trương Nghệ Hưng và Quan Hiểu Đồng là người phát ngôn của Huawei Nova . Trong thời gian cho việc sản xuất điện thoại thông minh thứ 100 triệu của Huawei, Huawei đã tặng họ phiên bản giới hạn của Nova. Mặt sau của phiên bản giới hạn được in "100000000", "2016 年华为手机第1亿部" (điện thoại thông minh thứ 100 triệu của Huawei vào năm 2016) và "2016.10.14." 

## Bán hàng
Giám đốc điều hành Bộ phận điện thoại thông minh của Huawei Customer BG, He Gang, cho biết Nova sẽ đạt được mục tiêu doanh số 10 triệu chiếc.